# Il-Bidni Dolmen
 Der etwas gestörte Il-Bidni Dolmen liegt unzugänglich auf privatem Grund westlich von Marsaskala im Osten der Insel Malta. Er ist einer von vermutlich mehreren Dolmen, die im Bereich südlich des Kreuzweges der Kapelle „Madonna Tad-Dawl“ bei Bidni lagen.
Der Deckstein des Il-Bidni Dolmen misst etwa 2,4 × 1,8 m und ist 0,3 m dick. Er ist auf drei Seiten von Steinblöcken unterstützt und wurde bei dem Versuch, ihn zu spalten, mit einem Loch von 14 cm durchbohrt.
Auf Maltesisch werden Dolmen als l-imsaqqfa (mit einem Dach versehen) bezeichnet. Sie bestehen aus einem roh behauenen Deckstein, der auf zwei oder drei Seiten von Tragsteinen gestützt wird, die meist auf den langen Schmalseiten stehen. Unter der Mitte ist der Felsuntergrund ausgearbeitet, so dass eine bis zu 60 cm tiefe Grube entstand. Die Dolmen dienten als Begräbnisstätte (für Brandgräber) und stammen aus der frühen bronzezeitlichen „Tarxien-Cemetery-Phase“ (2500–1500 v. Chr.) Die nächsten Parallelen finden sich in Apulien und auf Sizilien, was die einfache Form angeht auch auf dem Golan.